# Megaphobema teceae
Megaphobema teceae là một loài nhện trong họ Theraphosidae.
Loài này thuộc chi Megaphobema. Megaphobema teceae được miêu tả năm 2006 bởi Pérez-Miles, Miglio & Bonaldo.